# Rivière Thames (Ontario)
Pour les articles homonymes, voir Thames.
La rivière Thames est située dans le sud-ouest de l'Ontario, au Canada.
Le cours d'eau s'écoule vers l'ouest sur 273 km et traverse les villes de Woodstock, London et Chatham, jusqu'à Lighthouse Cove, dans le Lac Sainte-Claire. Son bassin versant fait 5 825 km2.
Appelée Askunessippi (Ojibwé : Eshkani-ziibi) par les Outaouais et les Ojibwés, la rivière a été renommée en référence à la Tamise, en Angleterre, par le lieutenant-gouverneur John Graves Simcoe en 1793.
Une grande partie de la Thames était entourée par une forêt carolinienne caducifoliée, bien qu'une bonne partie de cette dernière ait été coupée pour permettre l'agriculture et d'autres types de développements. Trois barrages sont utilisés pour contrôler les crues saisonnières : le barrage Wildwood Dam (en), Pittock (en) et Fanshawe (en).

## Histoire
La rivière Thames a été le siège d'une importante bataille lors de la guerre anglo-américaine de 1812. La bataille de la rivière Thames (également connue sous le nom de bataille de Moraviantown) s'est déroulée le 5 octobre 1813 entre le général américain William Henry Harrison et le général britannique Henry Proctor, allié avec le chef Tecumseh, qui a été tué au cours de l'affrontement.